# Драготина
Драготина — деревня в Гдовском районе Псковской области России. Входит в состав Спицинской волости Гдовского района.
Расположена на побережье Раскопельского залива Чудского озера, в 12 км к юго-западу от волостного центра Спицино и в 40 км к югу от Гдова. К востоку находится деревня Мда.

## Население
Численность населения деревни на 2000 год составляет 41 человек. Однако по состоянию на 2015 год численность коренного населения существенно уменьшилась и составляет примерно 20 постоянно проживающих жителей. 

## История
Достоверно неизвестно точное время основания данной деревни. Существуют версии о первоначальном названии Рогатина в связи с имеющейся развилкой характерной формы на д. Раскопель. По словам местных жителей, еще в X—XI веках в этих местах были людские поселения, которые находились там в течение многих лет. На данный момент точно известно, что в Великую Отечественную войну деревня была полностью разрушена и лишь спустя несколько лет восстановлена.